# N364 (België)
De N364 is een gewestweg in België tussen Diksmuide (N35) en Roesbrugge-Haringe (N308). De weg heeft een lengte van ongeveer 22 kilometer.
De gehele weg bestaat uit twee rijstroken voor beide rijrichtingen samen.

## Plaatsen langs N364
- Diksmuide
- Oudekapelle
- Nieuwkapelle
- Lo
- Hoogstade
- Gijverinkhove
- Beveren
- Roesbrugge-Haringe